# Retropants

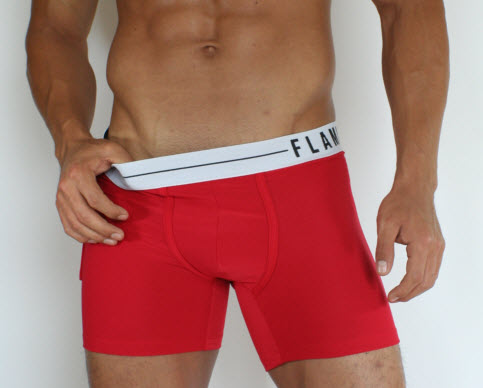
Retropants sind enganliegend

Retropants (englisch eigentlich boxer briefs), auch Retroshorts (Kurzform Retros) oder Trunks, werden modische Herren-Unterhosen genannt, die im Gegensatz zu Boxershorts nicht weit geschnitten sind, sondern eng auf der Haut anliegen.
Retros bedecken stets Gesäß und Geschlechtsorgane vollständig. Die Beine sind in der Regel noch einige Zentimeter mit bedeckt. Retros ohne Beinansatz werden auch Hip-Shorts (für Damen siehe auch Hot Pants) genannt.
Entscheidend für die Bezeichnung Retropants ist aber nicht nur der Schnitt, sondern auch das verwendete Material.
Die meisten Retros werden aus Microfaser hergestellt. Die einzelnen Anteile verschiedener Fasern unterscheiden sich je nach Hersteller und Modell erheblich. Retros aus Baumwolle werden Brief-Shorts genannt.
Vorherrschende Fasern sind z. B. Polyamid oder Polyester, beide kombiniert mit einem geringeren Anteil elastischer Fasern (Elasthan o. Ä.). Daraus ergibt sich ein gewisser Tragekomfort, zudem wird Schweiß schnell nach außen abtransportiert.

## Der Begriff
Der Name Retropants ist im Kontext der Retro-Modewelle zu verstehen. Der Schnitt bedeckt im Vergleich zu Unterhosen-Schnitten der 1970er- und 1980er-Jahre (Slips, Tangas) vergleichsweise viel Haut. Der Schnitt der Retros ist eine modifizierte Anleihe an Unterhosenschnitten der 1950er-Jahre oder noch früher. 
Damit wurde der bis in die 1980er-Jahre anhaltende Trend umgekehrt, die Schnitte von Unterwäsche und Badebekleidung kontinuierlich knapper werden zu lassen. An die Stelle eines linear fortschreitenden Trends tritt ein Pluralismus an Schnitten. In der Damen-Badebekleidung begann dieses Phänomen mit der Wiederbelebung des einteiligen Badeanzugs in den 1980er-Jahren, als Antwort auf den jahrzehntelangen Trend zu immer knapperen Bikinis.